# 王女メディア (映画)
『王女メディア』（おうじょメディア、伊: Medea）は、1969年に公開されたイタリア・フランス・西ドイツ合作のファンタジー・ドラマ映画。ギリシア神話のメディアを元にしている。監督・脚本はピエル・パオロ・パゾリーニ。主演はオペラ歌手のマリア・カラス。カラスが長編映画に出演したのはこの作品のみ。ただし歌は歌っていない。
商業的には成功しなかったが、批評家からは高く評価された。
異国感を出すためにギョレメの岩窟教会群で撮影し、音楽には日本やイラン、チベットの伝統音楽が使われた。

## あらすじ
ギリシャのイオールコスでは、アイソーン王は異母兄弟で権力に狂った残酷な暴君ペリアスによって権力を奪われる。アイソーンの息子イアソンは、ペリアス王の手の届かない場所へ隠すため、ケンタウロス族に預けられる。ケンタウロス族のケイロンはイアソンに世界について教え、いつかアレースの金羊毛が保管されているコルキスへの航海について語る。コルキスでは、生贄などの儀式が行われており、魔力を持った巫女メディアがそれを導いている。イアソンは成長し、イオールコスへ帰国して、ペリアスに王位を譲るように言う。ペリアスは、世界の反対側にあるコルキスから金羊毛を取り戻せば王国を譲ると言い、イアソンは了承する。一方、メディアはイアソンの幻影を見て、彼に夢中になり、金羊毛を盗むのを手伝ってくれるよう弟のアプシュルトスに頼む。
メディアとアプシュルトスは荒野の奥深くへと旅し、コルキスへ向かっていたアルゴナウタイと出会う。アイエーテス王とコルキス人たちは、自分たちの元から金羊毛が盗まれたことに気づき、メディアとアプシュルトスを追いかけ、金羊毛を取り戻そうとする。メディアはコルキス人たちに追われていることに気づき、アプシュルトスを殺し、遺体をバラバラにして捨ててしまう。コルキス人たちはこの遺体の回収をして、イアソンとメディアを逃がしてしまう。ギリシャに到着したメディアは、ギリシャの慣習が自分にとっていかに異質であるかを悟り、精神的に追い詰められる。この新しい地では、彼女は大地とその魔法と繋がることができなかったのだ。
イオールコスに戻ると、彼らは金羊毛をペリアス王に渡すが、ペリアス王は約束を破るのだが、金羊毛にはほとんど力がないと判断したイアソンは、この決定を受け入れる。メディアは伝統的なギリシア人妻としての服装と義務を引き受けるが、イアソンはすぐに彼女に飽きてしまい、彼はコリントスに行き、そこで二人のケイロンの幻を見る。一人はケンタウロスの姿で、もう一人は完全に人間の姿である。ケンタウロスは黙っているが、人間のケイロンは、メディアがコルキスでの過去の伝統的な面と、新たな神秘的でないギリシア人としての自分との間で苦しんでいる、とイアソンに告げる。メディアは2人の息子を産むが、イアソンはますます彼女から遠ざかっていき、コリントス王クレオンに気に入られ、コリントスの王女グラウケーとの政略結婚を決意する。
激怒したメディアは、イアソンとその新妻への復讐を企てる。2人の結婚を幸せそうに受け入れているふりをし、メディアは王女グラウケーに祝福の言葉を添えて毒を塗った衣服と王冠を送り、グラウケーがそれを着ようとして炎上するという幻を見る。
クレオン王はメディアの怒りと魔力を恐れ、彼女を追放する。しかしメディアの懇願により、クレオンは自分が非情になれないことを悔やみつつ、彼女に旅の準備に一日の猶予を与えた。
メディアはイアソンを赦し、愛し合った後、2人の幼い息子たちに花嫁衣裳を渡し、イアソンには、彼女は唯一の望みはクレオン王がイアソンとの間にもうけた2人の子供たちを追放しないことだと言う。イアソンはメディアの願いをクレオン王に伝えると言う。
グラウケーはメディアから貰った毒を塗った衣服を着てしまい城壁に沿って走り、城壁から身を投げる。グラウケーの抱擁で毒に冒されたクレオンも彼女を追って飛び降りて死ぬ。その夜、メディアは息子たちを一人ずつ順番に風呂に入れ、愛情を込めて揺らして眠らせ、少年の従者が眠ったあと、半月の夜に子供を刺し殺す。
翌朝、復讐を成就させたメディアは、息子たちの遺体が置かれた館に火を放つ。炎に阻まれたイアソンは、子供たちを埋葬させてくれとメディアに懇願するが。しかし、彼女は炎の中から「無駄よ！もう何もできないわ！」と叫び、拒絶する。

## キャスト
- 王女メディア - コルキスの王女でイアソンの妻：マリア・カラス
- イアソン - メディアの夫：ジュゼッペ・ジェンティーレ
- ケイロン - ケンタウロス族でイアソンの指導者である：ローラン・テルズィエフ（フランス語版）
- ペリアス 王- イアソンの叔父でイオールコスの王：ポール・ヤバラ
- アプシュルトス - 王女メディアの弟：セルジオ・トラモンティ
- アルゴナウタイ：ルイジ・バルビーニ
- アルゴナウタイ：ジャンニ・ブランディジ
- アルゴナウタイ：フランコ・ヤコビ
- コリントス王クレオン - ：マッシモ・ジロッティ
- グラウケー - クレオンの娘でコリントス王女：マルガレート・クレメンティ
- 乳母：アナマリア・チオ
- グラウスのメイド：グラッツィエラ・キアルコッシ
- 第2ケンタウロス：ジェラルド・ワイス
- アイエーテス王 - コルキスの王